# Santa Maria de Verdú
Santa Maria és una església amb elements romànics i gòtics al nucli urbà de Verdú (l'Urgell) inclosa a l'Inventari del Patrimoni Arquitectònic de Catalunya.

## Arquitectura i mobiliari
És un edifici transformat per un seguit de reformes i ampliacions. De cronologia romànica resta la portalada. La nau central és coberta amb volta de canó de perfil lleugerament apuntat. Las naus laterals estan cobertes per voltes de creueria. La comunicació entre la nau central i les laterals es realitza mitjançant uns arcs lleugerament apuntats. Una de les modificacions patides per l'església en època moderna fou la prolongació de l'absis i la construcció de l'espai dedicat a la sagristia darrera mateix d'aquest absis. La nau lateral del costat de l'Evangeli té una capçalera rematada amb una absidiola de planta rectangular i coberta amb creueria. Per tant, es troba una capella d'estil gòtic. La resta d'espais són reformats en una cronologia renaixentista, com la nau lateral dreta. L'altar major és recte i la representació d'un sant enterrament en pedra presideix la part baixa. Les entrades a l'església són d'estils força diferents. L'entrada principal és romànica amb un rosetó gòtic a sobre. La porta lateral és d'estil renaixentista. A l'exterior, el perfil de l'església està rematat per un campanar de planta quadrada situat al lateral esquerre de la portalada principal. Als arcs torals de la nau es veuen els escuts familiars dels Alemany, entre d'altres.
A l'interior de l'església es troben diverses imatges: l'altar major està presidit per una talla barroca de Santa Maria de l'Assumpta, obra d'Andreu Pi que quedà molt malmesa a la revolta i es restaurà l'any 1946.
A sota hi ha una representació del Sant Enterrament, amb Crist jacent i els personatges de Sant Josep d'Arimatea, Maria, dona de Cleofàs, la verge Maria, Maria, Maria Magdalena i Sant Nicodem al voltant. Realitzat cap al segle XVI- XVII, fou trobat sota l'enllosat de l'altar major el 1790. A la nau lateral dreta hi ha la talla de Sant Flavià, obra de Pere March i l'únic que es conserva del retaule realitzat l'any 1658-1659.
A la mateixa nau es troba també la Verge del Roser, escultura de pedra policromada barroca. A la nau lateral esquerra hi ha la imatge gòtica del Crist Crucificat, de fusta policromada, i la representació de l'Arbre de Jesé amb la Verge al capdamunt. És una talla de fusta policromada del segle xvii, realitzada per August Pujol i els daurats van ser fets el 1631 per Gregori Ferrer. A la nau lateral dreta hi ha la representació dels Misteris del Rosari, realitzada en pintura sobre ceràmica, dels segles XVI-XVII.

## Història
Hi ha un document del 1072 on s'esmenta l'església poc després de la conquesta del poble per part de Ramon Berenguer I. El 1265 es basteix una nova església, segons mostra la deixa de Guillem Móra. Del 1279 al 1280l'església apareix comptabilitzada formant part de la diòcesi de Vic. El 1296 les obres de la nova església estaven gairebé enllestides. Entre el 1437 i el 1458 es construeix la capella de sant Flavià.
Entre el 1502 i el 1526 es duu a terme la construcció de la capella del Santíssim. Del 1531 al 1545 es fa la construcció de la capella del Roser i la del Sagrat Cor. El 1634 es construeix el baptisteri. El 1692 es realitza la portalada lateral d'estil renaixentista. Finalment, el 1892 s'enderroca l'antic absis semicircular i s'engrandeix el presbiteri.

## Galeria d'imatges

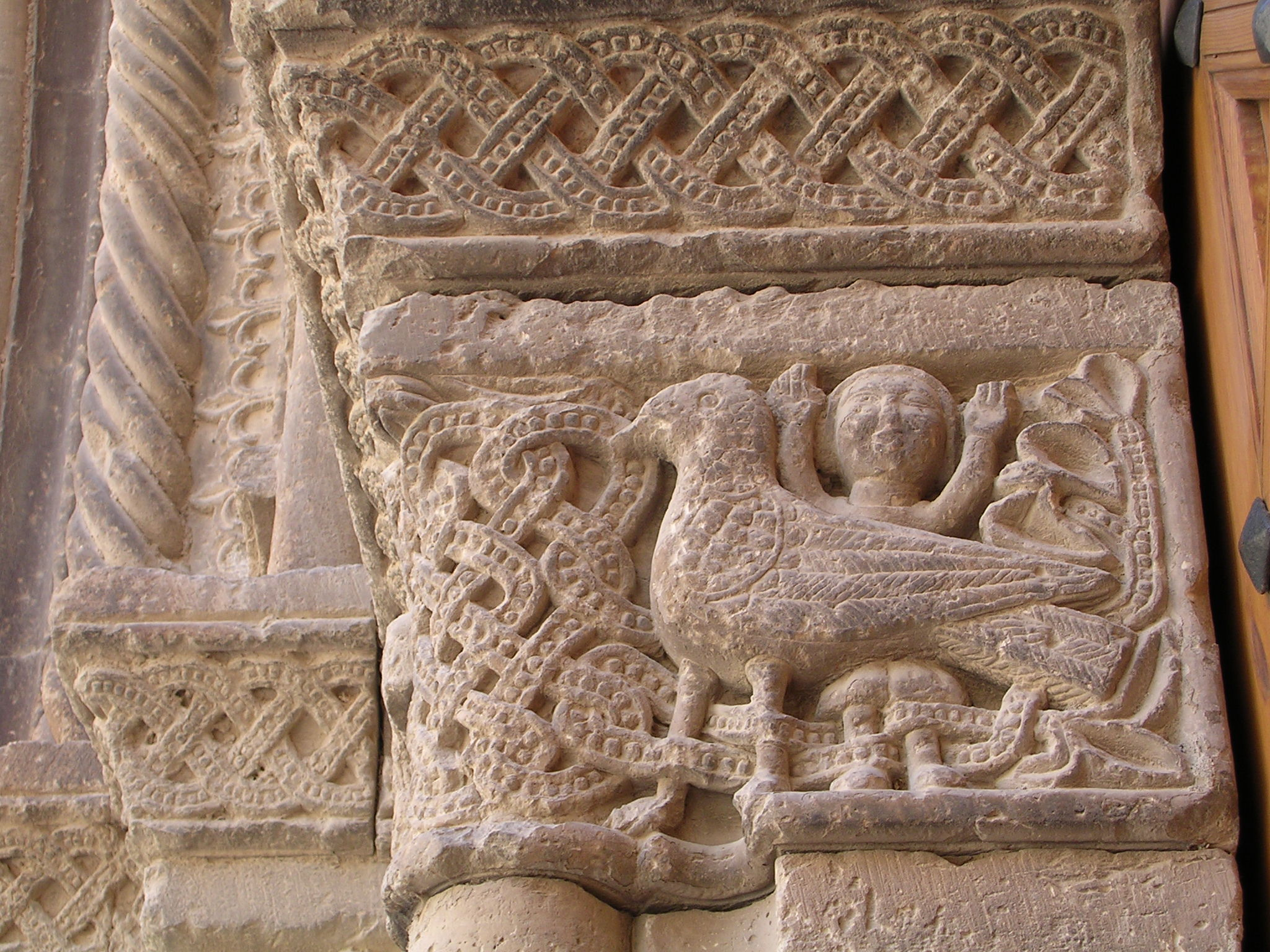
Detall d'un capitell de la portalada
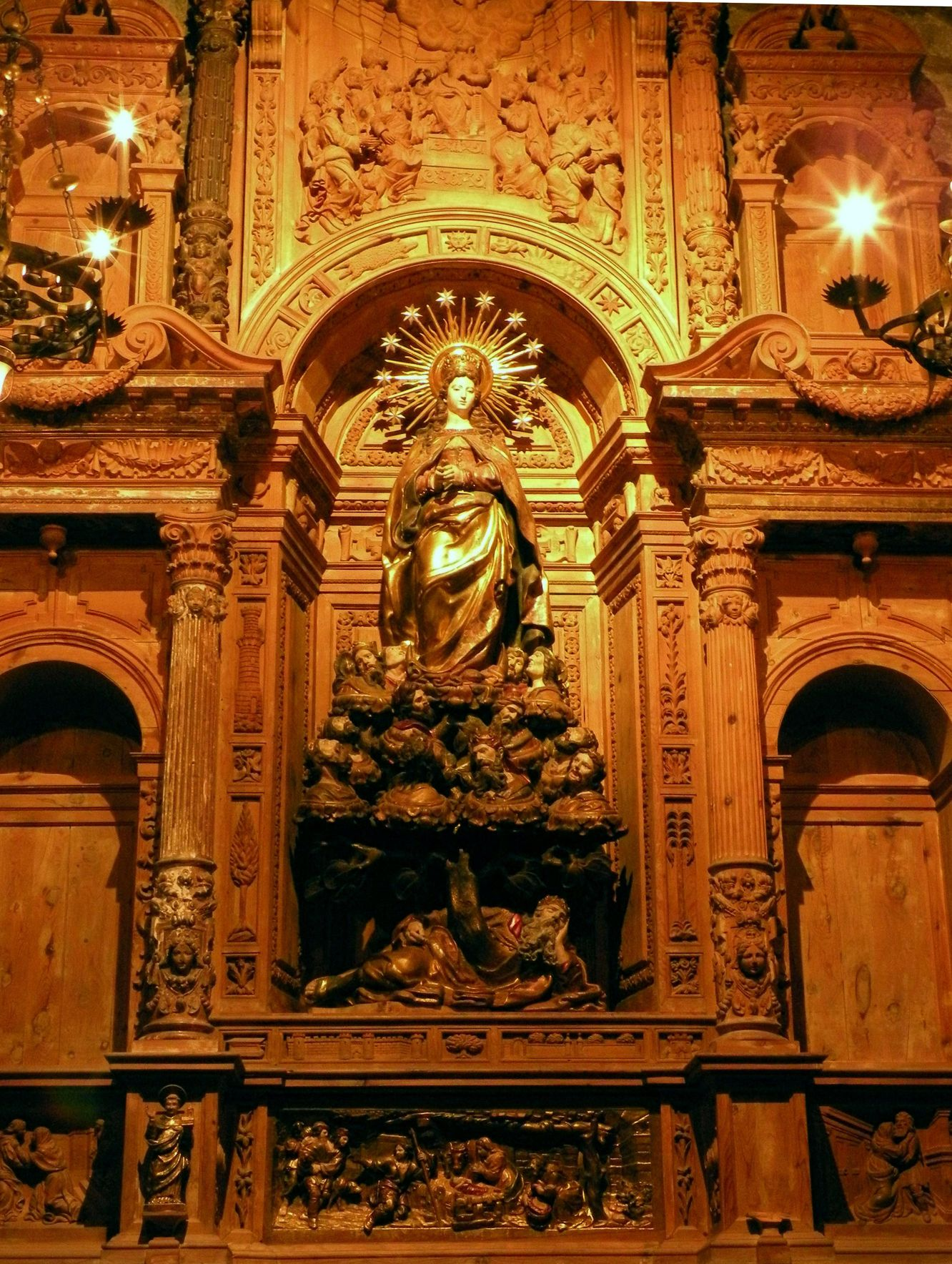
Retaule de la Puríssima Concepció, d'Agustí Pujol
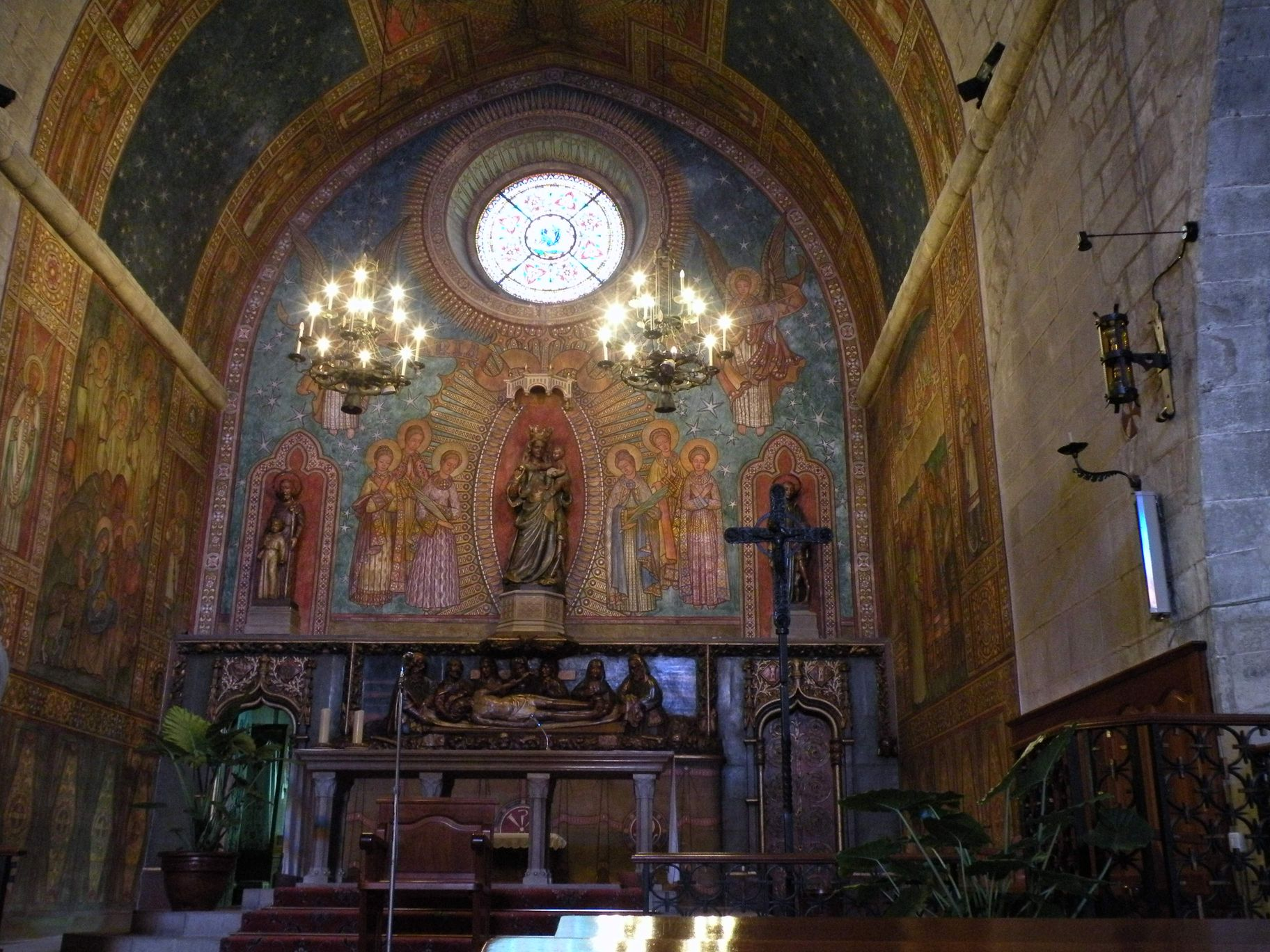
Altar Major
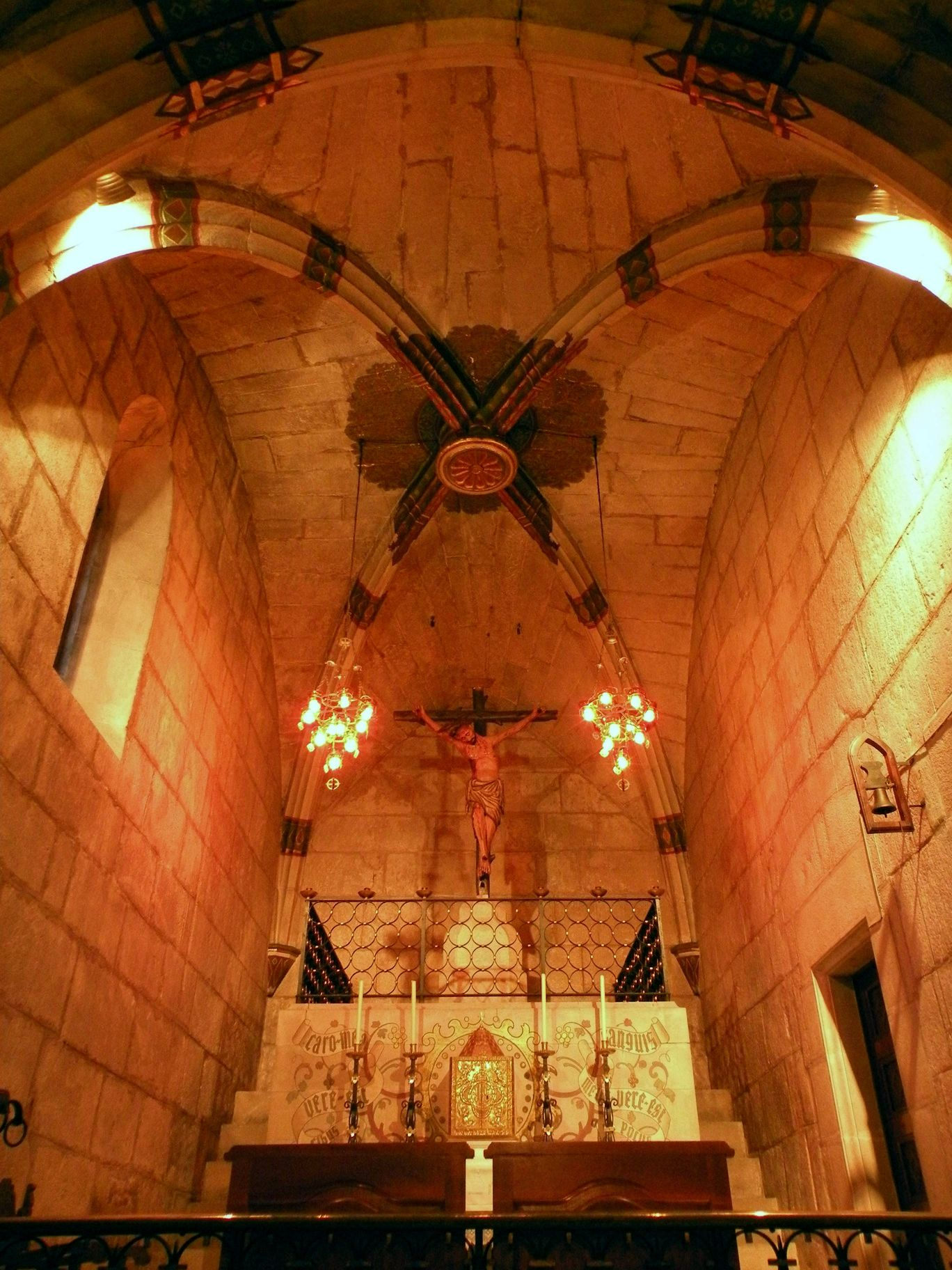
Absis lateral esquerre amb la imatge del Sant Crist
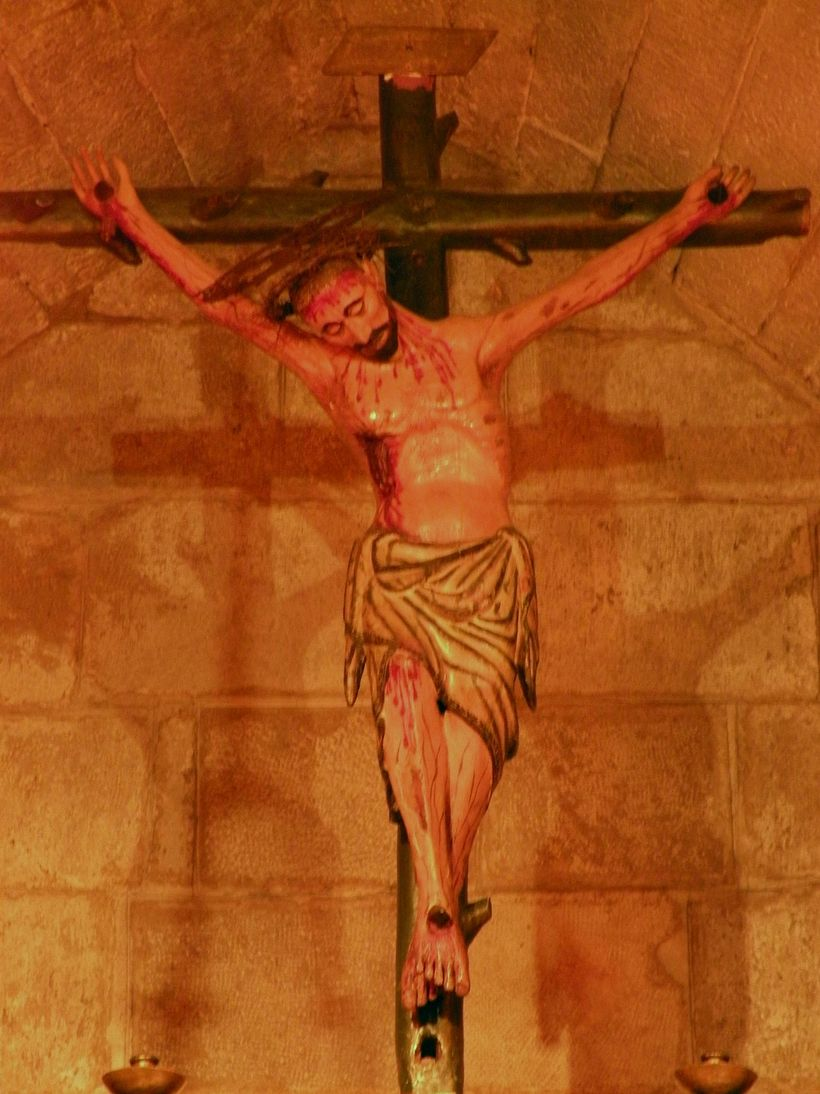
La imatge del Sant Crist
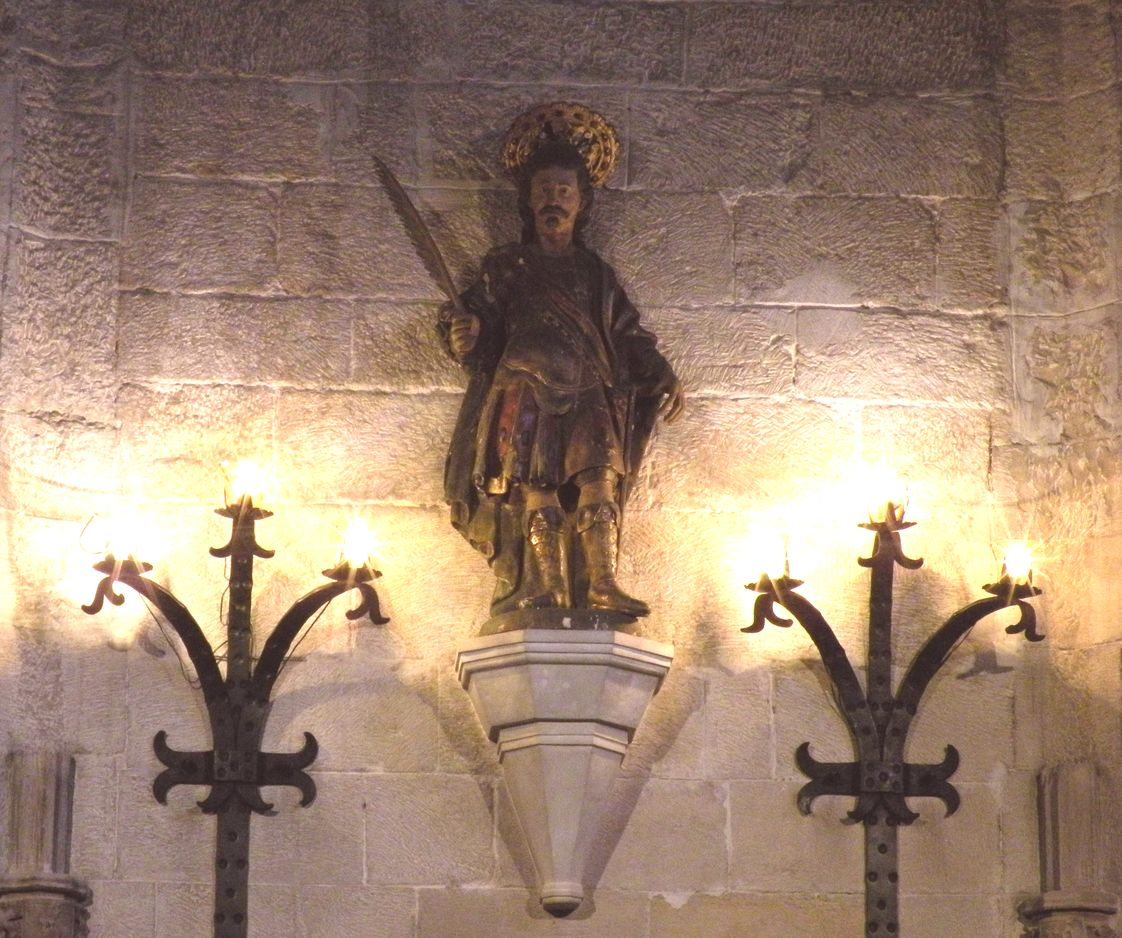
La imatge de Sant Flavià, a l'absis lateral dret
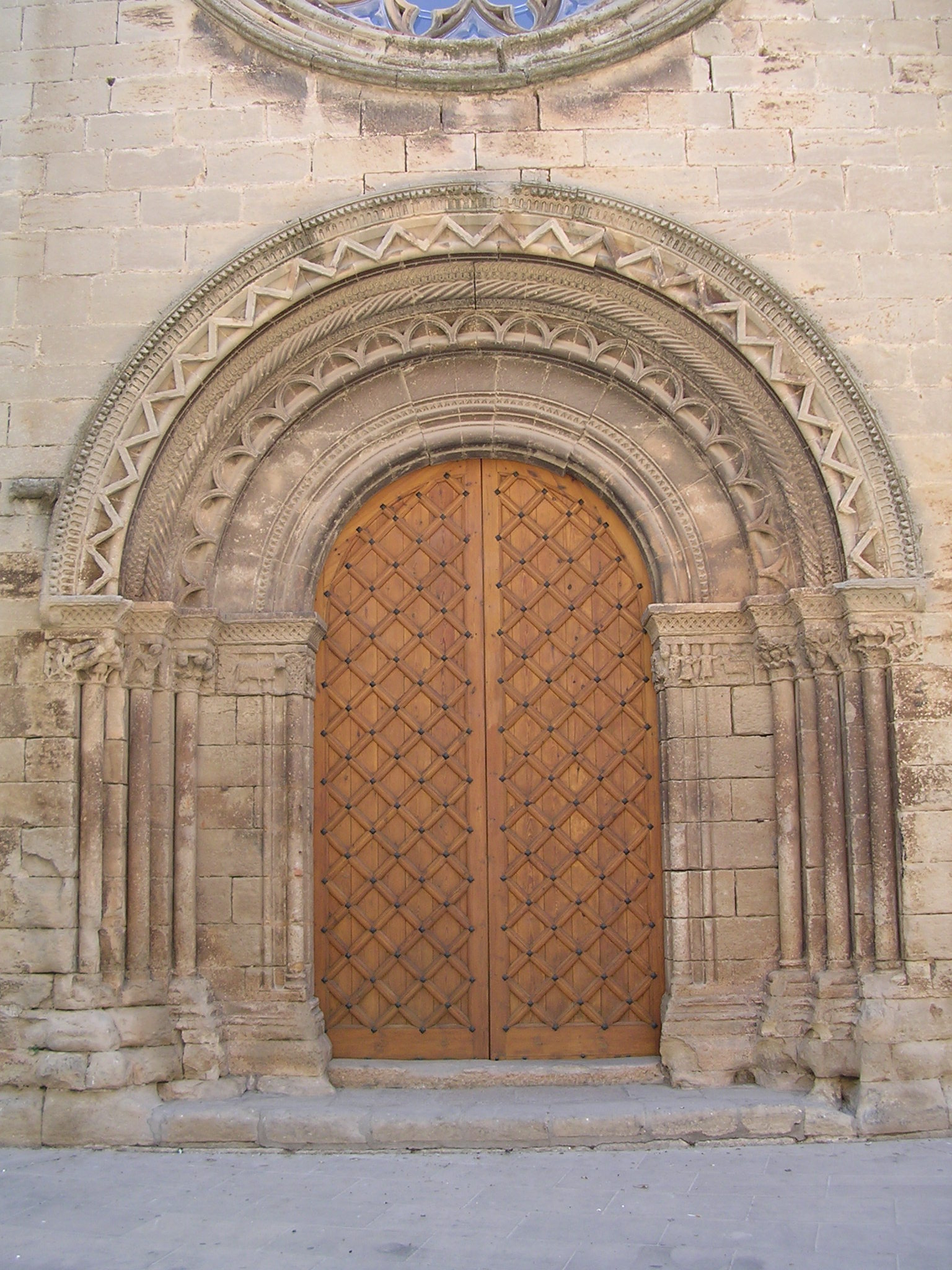
Portalada romànica de Santa Maria de Verdú